# VM i skak 2011
VM i skak 2011, som organiseres af verdensskakforbundet FIDE, bliver en match mellem den til den tid siddende verdensmester (vinderen af VM i skak 2009), og vinderen af en kvalifikationsmatch i 2010 mellem vinderen af World Chess Cup i 2009 og vinderen af FIDE Grand Prix i 2008 – 2009.